# 西サハラの地理

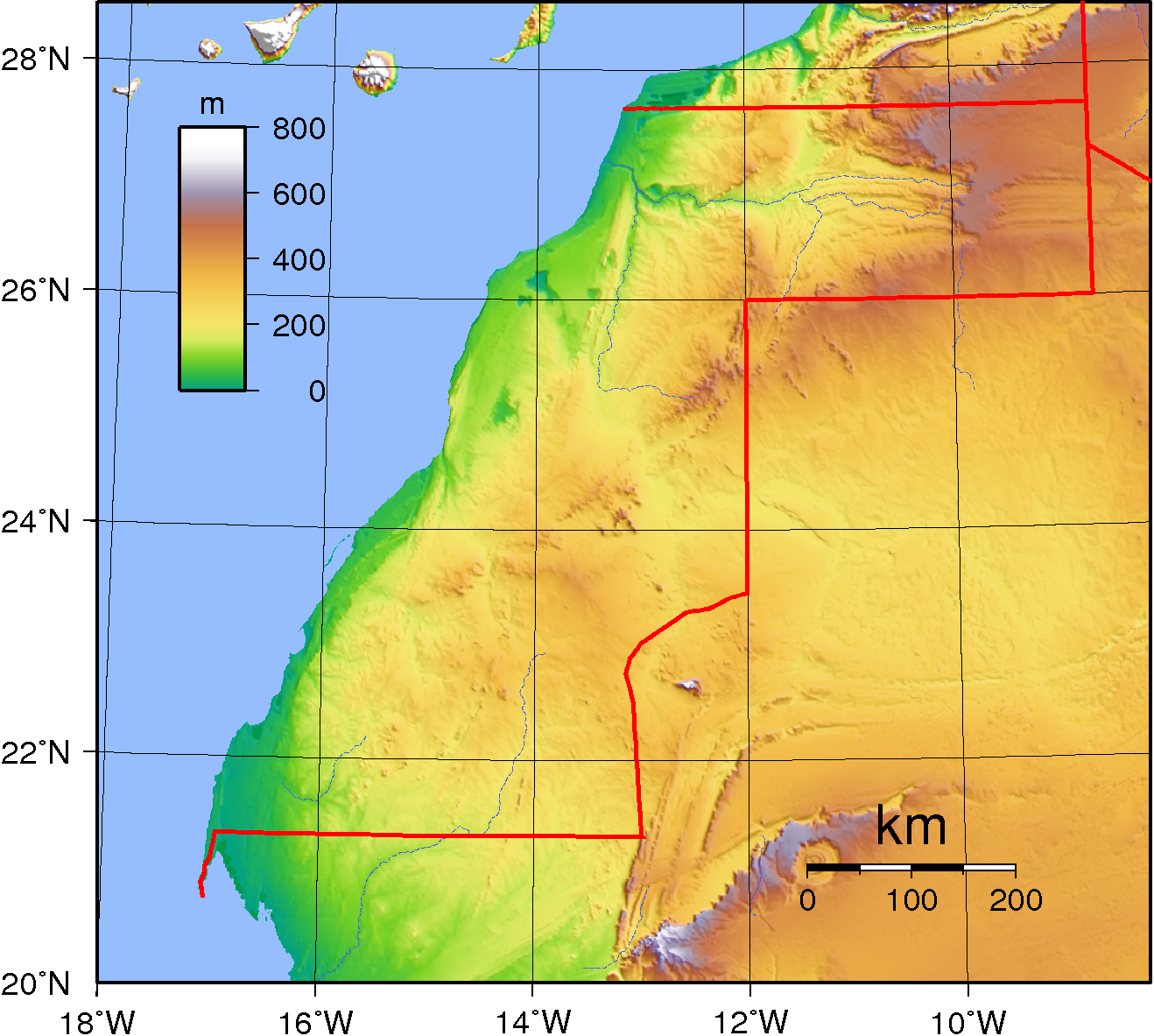
西サハラの地勢

西サハラはアフリカ北部の領域であり、北大西洋とモロッコ全域、アルジェリア（ティンドゥフ地域）、モーリタニアと境界を接する。地理座標系:北緯24度30分 西経13度00分 / 北緯24.500度 西経13.000度

## 規模
総面積: 266,060 km²
陸上面積: 266,000 km²
水面積: 0 km²
- 海岸線: 1,110 km;
- 陸上境界線: 2,046 km

- サギア・エル・ハムラがアイウン市と共に北部の1/3である。
- リオ・デ・オロがダフラ市と共に南部の2/3（ボハドール岬の南）である。

半島が極南西部にラ・グエラ市と共に存在し、ラス・ヌアディブ、カプ・ブランク、カーボ・ブランコと呼ばれる。東側はモーリタニアである。
主張されている水域:主権問題の決議に依存する

## 土地

### 地勢
地勢は大方に於いて、南部と北東部では岩か砂に覆われた小さな丘陵が続く広大な地域のある低く、平坦な砂漠である。
高度極地点:
最低地点: Sebjet Tah -55 m
最高地点: 名前のない最高地点 463 m

### 天然資源
リン酸塩、鉄鉱石、大西洋岸の漁業資源

### 土地利用
耕地: 0%

恒久的な収穫: 0%

恒久的な牧草地: 19%

森林と林地: 0%

その他: 81%

湿地: NA km²

### 自然危機
暑く、乾燥し、埃/砂を多く含んだシロッコの風は冬の間と春にかけて発生し、拡散したハルマッタンの霞は時間の60%に存在し、しばしば厳しく視界が限定される。瞬間の洪水は春の月の間に起きる。

## 環境

### 気候
暑く、乾燥した砂漠気候であり、沖合の冷たい風の流れは濃霧と重い露をもたらす。

### 現在の問題
水が少なく耕地が欠如している

### 地図
- Map from the United Nations (PDF)
- www.sahara-occidental.com
- www.cidi.nl